# Bobolice
Bobolice é um município da Polônia, na voivodia da Pomerânia Ocidental e no condado de Koszalin. Estende-se por uma área de 4,77 km², com 4 061 habitantes, segundo os censos de 2017, com uma densidade de 851,4 hab/km².